# Astragalus reinii
Astragalus reinii är en ärtväxtart som beskrevs av John Ball. Astragalus reinii ingår i släktet vedlar, och familjen ärtväxter.

## Underarter
Arten delas in i följande underarter:
- A. r. nemorosus
- A. r. reinii